# 당나라의 관제
당나라의 중앙 관제는 한마디로 3성 6부(三省六部)·1대 5감 9시(一臺五監九寺)라고 말한다. 3성이란 중서성(中書省)·문하성(門下省)·상서성(尙書省)으로서, 한대(漢代) 천자(天子)의 비서역에서 비롯되었고, 위진남북조(魏晋南北朝) 사이에 발달했다.
중서성은 천자를 대신하여 정책을 입안하고 조칙을 기초했다. 문하성은 내외백관이 주청하는 주초(奏抄)를 천자에게 전하고, 중서성에서 기초한 조칙을 신중히 심의했으며, 만일 부적당하다고 인정되면 거부권을 행사할 수 있었다.상서성은 행정관청으로서, 문하성을 무사히 통과한 정령(政令)을 시행하는 일을 담당했으며, 상서도성(尙書都省)과 6부(部)로 구성되었다.
3성의 장관(중서령, 문하시중, 상서복야)은 재상(宰相)이라고 불렸다. 당나라 중기 이후 3성은 실질적으로 통합되어, 천자 독재에의 경향이 나타난다. 상신하달(上申下達)의 모든 문서 행정의 중추가 되는 상서도성(尙書都省) 아래 6부가 있었다.
6부란 백관의 인사를 맡아보는 이부(吏部), 재정을 담당하는 호부(戶部), 제사나 의례를 주관하는 예부(禮部), 국방을 맡은 병부(兵部), 사법을 담당하는 형부(刑部), 토목사업 등을 행하는 공부(工部)를 말하고 그 외에 관리의 탄핵을 임무로 하는 어사대(御史臺) 등도 있었다.
앞서 상서성의 6부가 정령을 시행하는 행정 관청임을 말했는데, 사실은 문서행정을 총괄할 뿐 실무를 담당한 것은 진(秦)·한(漢) 시대부터 그 계보가 이어져 온 9시(寺), 5감(五監→國子監：학교, 小府：공예, 軍器：병기, 將作：토목, 都水：수리), 16위(衛) 등의 관청이었다.
9시는 국가의 제사를 담당하는 태상시(太常寺)나 외국의 빈객을 접대하는 홍려시(鴻侶寺) 등 아홉 관청으로서, 시는 관청의 의미이다. 5감은 교육행정을 담당하는 국자감(國子監) 등 다섯 관청을 말하고, 16위는 근위군단(近衛軍團)을 말한다. 중앙 정부의 조직은 대체로 이상과 같으나, 그 밖에도 황태자의 관청, 즉 동궁부(東宮府)같은 것도 있었다.
전국을 10도(道：현종 때 15도로 고침)의 지방으로 나누어서 안찰사(安察使) 등을 파견하여 순찰시키고 주변의 귀속지역을 통치하기 위해 안서(安西) 등 여섯 도호부(都護府)를 두어, 기미주(羈?州)를 통괄하는 군사(軍事), 행정의 중심지로 삼았다. 행정 구역으로서는 부(府)·주(州)·현(縣)으로 나누어(開元時代에는 3부 325주 1,573현), 부윤(府尹)·자사(刺史)·현령(縣令)을 관장하였다. 한 주는 여러 현으로 이루어져 있었는데, 주 가운데서 특별한 것, 즉 도읍이나 이에 준하는 주를 부(府)라 부르고, 큰 주는 도독부(都督府)라 일컬었다. 관리의 채용은 과거(科擧)에 의했다.